# Al-Markhiya SC
Der al-Markhiya Sports Club (arabisch نادي المرخية الرياضي, DMG Nādī l-Marḫiyya ar-riyāḍī) ist ein katarischer Sportklub mit Sitz in Distrikt al-Markhiya der Landeshauptstadt Doha.

## Geschichte
Der Klub wurde im Jahr 1995 als al-Ittifaq gegründet. In der Saison 1999/2000 spielte die Fußball-Mannschaft dann noch in der zweiten Liga des Landes. Zur Saison 2001/02 stieg die Mannschaft auf und erreichte mit 8 Punkten in der Qatar Stars League aber nur den letzten Platz. Weil es aber keine Absteiger gab, durfte man in der Liga verbleiben. Da man in der Folgesaison dann aber sogar nur drei Punkte sammelte, ging es danach nun wieder eine Liga tiefer. In der Spielzeit 2004/05 nahm man dann den heutigen Namen al-Markhiya an.
Erst zur Spielzeit 2017/18 gelang erstmals wieder eine Rückkehr in die höchste Spielklasse des Landes. Mit 13 Punkten stieg man aber auch diesmal direkt wieder nach dem Ende der Spielzeit ab. Am Ende der Saison 2021/22 konnte man sich mit 33 Punkten wieder einmal als Meister in der zweiten Liga durchsetzen und so ein weiteres Mal zur Saison 2022/23 aufsteigen.

## Erfolge
- Qatari Second Division: 1995, 1996, 1997, 1999, 2017, 2022